# Georges Lavroff
 Georges Lavroff (Nazkmoï, Siberia, 18 de abril de 1895-Moscú, 29 de agosto de 1991) fue un escultor y pintor de origen ruso, Realizó esculturas en estilo art déco, principalmente bronces de animales y cerámica craquelada.

## Datos biográficos
Nacido en la localidad siberiana de Nazkmoï, en las proximidades de Enisseyske. Allí comenzó a producir sus esculturas. Tras la Revolución se instaló en la capital de la Unión Soviética, Moscú, a partir de 1922.
En 1927 fue enviado a Francia donde siguió su labor artística. Allí produjo muchas esculturas de animales en estilo art déco, reproducidas a partir de moldes en bronce y cerámica.
Regresó a Rusia en 1935. Allí fue escultor oficial del régimen soviético y realizó bustos y monumentos.
Falleció el 29 de agosto de 1991, a los 96 años.